# ワク井ミュージアム
ワク井ミュージアム（わくいミュージアム）は、埼玉県加須市にあるロールス・ロイスやベントレーを中心に動態保存している産業博物館。現存する世界最古のオリジナルベントレーを収蔵している。現在はCCCグループに入っており、公式ウェブサイトでの日本語表記が「ワクイミュージアム」となっている。

## 概要
ロールス・ロイスやベントレーなどのクラシックカーを扱う輸入車販売会社ワク井商会が収集する個人博物館。全国で唯一多数のロールス・ロイスが動態保存され保管されている施設となっている。2007年（平成19年）に開館した。2015年（平成27年）12月からショールームをリニューアルし、「ミュージアム」、「ヘリテージ」、「ファクトリー」の3拠点に拡張、当初は個人博物館の趣旨が強かったが、遺産の保存・継承という観点を強化した。また、展示車以外にも販売用のクラシックカーが駐車しているため観察することができる。

## 収蔵車両
吉田茂の愛車であったロールス・ロイス・25/30HP、白洲次郎の愛車であったベントレー・3リットルなどをはじめ多数を展示している。
- ロールス・ロイス・25/30HP - 吉田茂の愛車
- ベントレー・3リットル（1921年） - 現存する世界最古のオリジナルベントレー
- ベントレー・3リットル（1924年） - 白洲次郎の愛車
- ベントレー・スピード6
- ベントレー・Rタイプ（1953年）
- ロールス・ロイス・ファントムV

## アクセス
- 加須インターチェンジから350 m
- 東武伊勢崎線花崎駅から徒歩30分
- 宇都宮線（東北本線）東鷲宮駅からタクシー12分